# Arctosa pelengea
Arctosa pelengea là một loài nhện trong họ Lycosidae.
Loài này thuộc chi Arctosa. Arctosa pelengea được Carl Friedrich Roewer miêu tả năm 1960.